# Ja t'ho diré

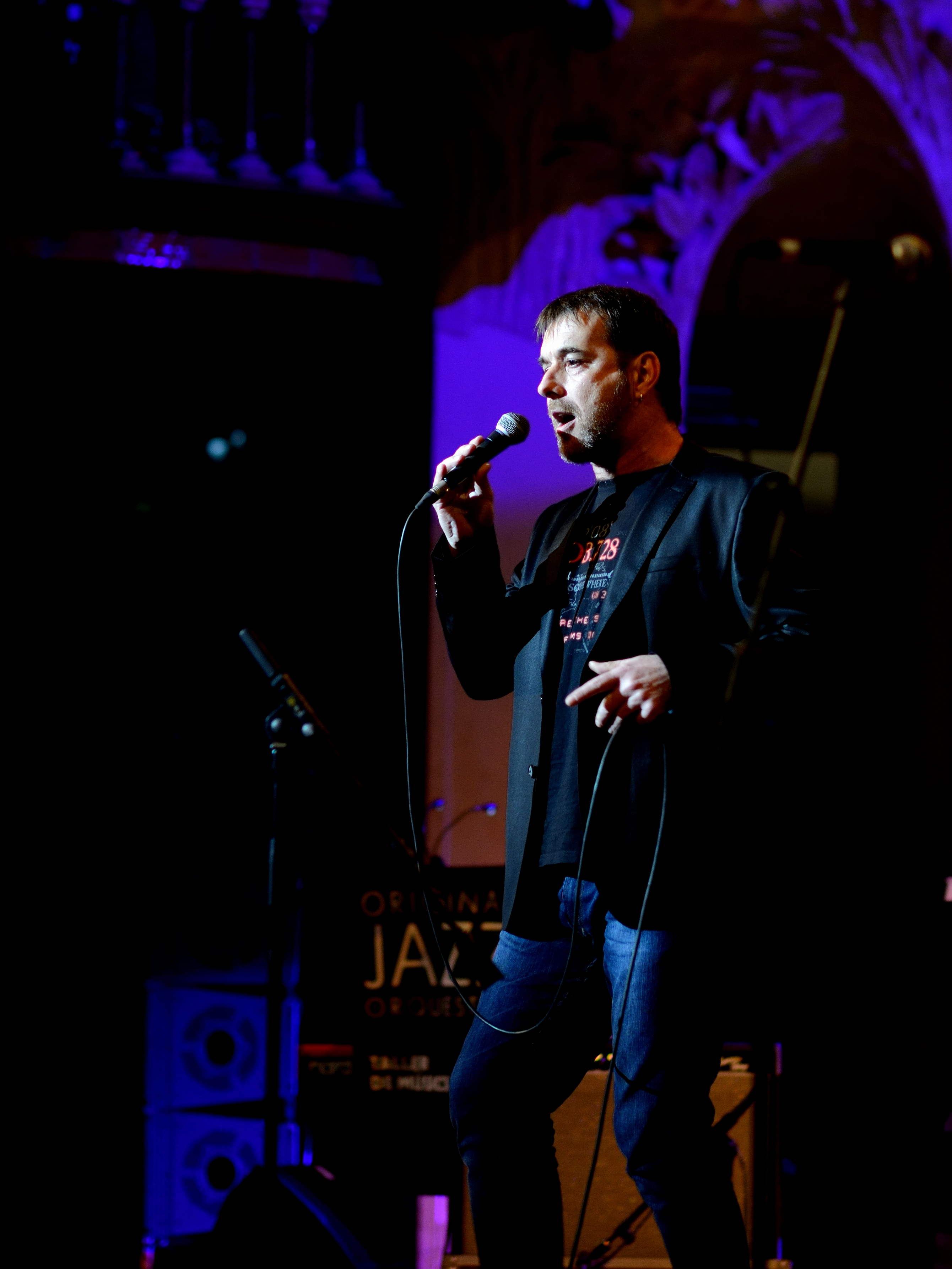
Cris Juanico

Ja t'ho diré va ser un destacat grup de música menorquí, que formava part de l'anomenat rock català.

## Història
L'any 1986 a Ciutadella (Menorca), Cris Juanico, Sebastià Saurina, Carles Pons, Vicenç Fontestad i Jesús Moll, provinents de diversos grups, van decidir unir-se per a formar el grup Ja t'ho diré. A l'inici de 1990 van enregistrar les cançons "Ei Joan", "Es Vell Pescador", "Mujeres" i "Último Verdugo" als estudis "Digital" de Palma, augmentant la seva popularitat i fent créixer el públic als seus concerts.
A principis de 1991 van gravar dues maquetes, "Ronquerels" i "Otras hierbas", amb les quals van voler donar-se a conèixer fora de les Illes Balears. I van decidir instal·lar-se a Biure (Alt Empordà). Allà van preparar la gravació del seu primer disc oficial, És blau es fester, amb el qual van produir una gira per Catalunya. El 1993 van treure el seu segon disc Dos o tres, produït per l'ex-Sopa de Cabra Josep Thió.
El 1995 és l'any en el qual van fer un salt important amb Moviments salvatges, un treball que tindrà un significatiu reconeixement tant per part dels mitjans de comunicació, com per part del públic o del nombre de vendes.
Aprofitant aquest bon moment decideixen preparar el seu nou cd, Un ram de locura (1997) que va superar en vendes l'anterior treball.
Amb tot aquest bagatge va ser el moment d'editar un disc en directe on es pogués copsar la força dels seus concerts. Per això van publicar el doble cd Es directe (1999), gravat en diversos concerts de la seva gira, inclòs el de la Sala Bikini de Barcelona.
Després d'això van decidir fer un disc en castellà, Soñando silencio (2001), i prendre's un descans indefinit.
Finalment el 2003 van publicar el recopilatori Història d'un viatge 1986-2003. Van decidir plegar amb un darrer concert a Ciutadella, poble natal del grup, el dia 27 de desembre de 2003.
El 2 d'octubre de 2012 van anunciar un retorn puntual amb cinc concerts, dos a la Sala Mirona de Salt (Girona) els dies 31 de maig i 1 de juny, al Teatre Grec de Barcelona el dia 3 de juliol, el dia 6 a Porreres (Mallorca) i l'últim a Ciutadella, el dia 19 de juliol.

## Membres
- Cris Juanico - veu i guitarra
- Sebastià Saurina - guitarra
- Carles Pons - guitarra i percussió
- Vicenç Fontestad - bateria
- Jesús Moll - baix
- Miquel Brugués - teclats.

## Discografia
- És blau es fester (1991)
- Dos o tres (1993)
- Moviments salvatges (1995)
- Un ram de locura (1997)
- Es directe (1999)
- Soñando silencio (2001)
- Història d'un viatge 1986-2003 (2003)

## Altres projectes
Cris Juanico a més d'actuar en solitari també forma part de Menaix a Truà juntament amb Toni Xuclà i Juanjo Muñoz de Gossos.